# 海邉忠治
海邉 忠治（かいべ ちゅうじ、1917年〈大正6年〉2月19日 - 没年不明）は、日本の教育者、哲学者、宗教学者。甲子園短期大学元学長。相愛大学名誉教授。兵庫県出身。大阪府池田市に在住していた。

## 経歴
海邉藤八・てい夫妻の長男に生まれる。1941年（昭和16年）龍谷大学文学部を卒業。1947年（昭和22年）京都帝国大学文学部哲学科を卒業し、龍谷大学講師を務める。
1948年（昭和23年）相愛女子専門学校教授となり、1950年（昭和25年）相愛女子短期大学助教授（哲学担当）・同教務部長に就任。1958年（昭和33年）相愛女子大学教授（哲学担当）・同教務部長に就任。1984年（昭和59年）同大学人文学部長に就任。
その後、龍谷大学（宗教学担当）を兼任。1968年（昭和43年）相愛学園理事、相愛短期大学学部長、1984年（昭和59年）評議員を歴任。1986年（昭和61年）甲子園短期大学学長に就任し、のち相愛大学名誉教授。

## 人物
趣味は旅行、登山、スキー。宗教は浄土真宗。

## 家族
- 妻・登志子（1922年（大正11年）1月28日生） 
広田種三郎の娘[2]。神戸女学院専門部卒[2]。
- 長男・秀男（1946年（昭和21年）8月24日生） 
甲南大学経営学部卒[2]。高島屋元勤務[2]。
- 次男・正博（1962年（昭和37年）9月6日生） 
能勢電鉄勤務[2]。

## 著書
- 『真宗教典』相愛学園、1950年。
- 『哲学と宗教及び科学』三和書房、1964年。
- 『現代日本の思想家たちー日本の智恵と覚りー』晃洋書房、1983年。
- 『苦悩とけて絶対の信へ』法藏館、2007年。